# Дом отдыха железнодорожников (Невьянский район)
Дом отдыха железнодорожников — один из домов отдыха, возведённых в первой половине XX века на берегу Верх-Нейвинского пруда, на окраине старинного уральского посёлка Верх-Нейвинского. До начала Великой Отечественной войны был местом отдыха железнодорожников, во время войны здесь размещался офицерский состав, а после её окончания здания дома отдыха переданы под общежитие строившегося комбината № 813.

## Расположение
Дом отдыха железнодорожников располагался юго-западнее станции Верх-Нейвинск, вблизи западного берега Верх-Нейвинского пруда, на окраине заводского посёлка Верх-Нейвинского, во время основания — в Невьянском районе Свердловского округа Уральской области РСФСР. После Великой Отечественной войны рядом с вокзалом и домом отдыха появилась застройка Первого Финского посёлка, одного из посёлков будущего закрытого города Ново-Уральска — Свердловска-44 (ныне Новоуральск). Позже земли 1-го Финского посёлка стали частью Привокзального района города.

## История
В 1926 году Свердловским отделением Пермской железной дороги возле станции Верх-Нейвинск было начато строительство дома отдыха для железнодорожников. Всего построили 8 домов. В данном учреждении отдыхали работники сначала Пермской, а затем Свердловской железных дорог, в том числе будущий начальник станции М. Н. Левшин. На землях нынешнего Привокзального района, около современной остановки «Вокзал», располагались два рубленных двухэтажных дома, где проживали работники дома отдыха.
В то время от станции Свердловск до станции Верх-Нейвинск пустили дачный поезд, в котором люди приезжали в дом отдыха. А в 1935 году ветка Свердловск — Гороблагодатская была электрифицирована, и на этом участке стали ходить электропоезда.
Сначала комендатом, а затем и директором дома отдыха работал Николай Константинович Саламатов. После Николая Константиновича директором работал Василий Матвеевич Цапаев.
Всего в довоенное время в верх-нейвинских окрестностях появились три учреждения санаторного типа. Чуть более чем через десятилетие после строительства дома отдыха железнодорожников в районе Верх-Нейвинска также открылись санаторий «Уральский машиностроитель» для рабочих Уральского завода тяжёлого машиностроения и дом отдыха треста «Росглавхлеб» (позднее преобразованный в санаторий «Зелёный мыс»). Зарождению курортного городка в данной местности помешало нападение гитлеровской Германии на Советский Союз, в связи с чем возникла необходимость в строительстве оборонных предприятий.
В начале Великой Отечественной войны здания санатория «Уральский машиностроитель» и дома отдыха железнодорожников подготовили для госпиталя № 4009, который входил в управление госпиталей ВЦСПС по Свердловской и Молотовской областям. Здания подготовили, но в начале октября 1941 года здесь был размещён вывезенный тремя эшелонами из Подмосковья Центральный клинический военный санаторий «Архангельское». В 1941—1943 годах в госпитале долечивались командиры и политработники Красной Армии, а в зданиях дома отдыха железнодорожников был размещён старший и высший командный состав. 
Во время войны на фронт уходили и работники верх-нейвинского дома отдыха. 7 июля 1941 года на фронт был призван П. М. Ползунов, который до этого работал поваром в столовой. В марте 1942 года он пропал без вести. На Урале у него остались жена Анастасия Лукьяновна (умерла в 1985 г.) и двое детей. Дочь воина Галина вспоминала: 

«Наши родители работали в санатории «Руш». В 1940 году переехали в Верх-Нейвинск. Детей было двое: я и ещё брат. Мне было 4 года, брату — 7 лет. Жили на железнодорожной станции в доме вроде коттеджа. Родители работали в столовой на станции. Сейчас это здание существует, но уже такое неказистое, как бы вросло в землю, а тогда казалось большим и красивым».
 Галина помнила и проводы отца:

«В 1941 году на вокзале (хорошо помню) провожали отца на фронт. Мама сильно плакала и все, кто пришёл провожать. Сначала с фронта приходили письма. Он писал, что находится в 30 км от Москвы. Потом мы писем не получали. Я не помню год, когда мы получили извещение, что отец пропал без вести».
На память у дочери осталась только фотокарточка, на которой отец сфотографился в военной форме с верх-нейвинским поваром П. В. Брагиным в ноябре 1941 года. 12 сентября 1943 года на фронте войны погиб сын директора железнодорожного дома отдыха Н. Н. Саламатов.
В послевоенные годы дом отдыха железнодорожников был передан под общежитие строившегося комбината № 813 (ныне Уральский электрохимический комбинат). В здании клуба-столовой показывали кинофильмы и организовывали танцы. Чуть позже здания бывшего дома отдыха снесли в связи с прокладкой дороги.